# Amaia Ugartamendía
Amaia Ugartamendía Sagarzazu (nacida en Rentería, Guipúzcoa, el 9 de junio de 1966) es una exjugadora de balonmano que militó en el club Ent. Pegaso, Porriño, el Akaba Bera Bera y jugó con la selección española, con la que participó en los Juegos Olímpicos de Verano de 1992, en Barcelona. En muchos de los escritos de la época aparece como Amaia Ugartemendía Sagarzazu.

## Historia
De familia numerosa (su hermano es el exciclista Mikel Ugartamendía y es la quinta de seis hermanos), sus inicios en el balonmano se desarrollaron cuando era cadete en el Club Balonamno Ereintza. Junto a varias jugadoras de la Ikastola Orereta (como Reyes Carrere), en su etapa juvenil, en la temporada 83-84 se convierte en subcampeona de España al perder la final ante el juvenil del Balonmano Leganés.
Comienza su carrera en el Balonmano Hernani, pasa por el equipo madrileño del Pegaso, donde se independizó y empezó a vivir del balonmano para acabar, casi una década después, en la Sociedad Cultural Recreativa Deportiva Bidebieta (lo que hoy es el balonmano Bera Bera tras la integración de la sección de balonmano en el Club Deportivo Bera Bera en el año 1998). En el 2004 se retira, con 37 años, por sus continuos dolores de espalda
A pesar de su retirada en el 2004, en el 2005 volvió a enfundarse la camiseta del Bera Bera ante la plaga de lesiones que tuvo el equipo guipuzcoano. Aún en la disciplina del club y trabajando en diversas funciones, la lateral volvió al cuarenta por veinte para cubrir las bajas de Esther Larreategi y Ziarsolo.
Amaia Ugartamendía es una de las grandes del balonmano español y acabó su carrera sin ningún título en sus vitrinas pero poniendo las bases de lo que después sería el gran Bera Bera (el primer título del club se consiguió al año siguiente de su segunda retirada con la Copa de la Reina).
Insignia de plata de la Federación Española de Balonmano.

### Selección vasca
Fue una de las primeras jugadoras en competir, el 28 de diciembre del 99, con la selección autonómica vasca de balonmano en su primer partido oficial contra la selección francesa.

### Selección española
Una de las pioneras del balonmano femenino participó en 175 partidos con la selección española y anotó un total de 382 goles. Hizo su debut en el combinado nacional el 28 de octubre de 1986, en un amistoso en Burriana ante Islandia (la selección perdió por 23 a 7) y su último partido fue contra Croacia, en Moncada, el 26 de noviembre del 2000.
Participó en dos mundiales (el de 1992 en Lituania y el 1993 en Noruega), dos mundiales B (1988 en Dreux, Francia y Bulgaria 1987) un campeonato de Europa, el de 1998 en Holanda, cuatro Juegos Mediterráneos (Damasco 1987, Atenas 1991, Beauçaire en 1993 y los Juegos del Mediterráneo celebrados en Bari en 1997) además de varias clasificatorias para mundiales y europeos.

### Juegos Olímpicos de Barcelona
Amaia fue una de las jugadoras de la selección española que compitió en Barcelona'92, siendo una de las primeras 14 jugadoras españolas de balonmano que lo hicieron. Fue la primera vez que el equipo español nacional competía en unos Juegos Olímpicos. El equipo español quedó séptimo y Amaia consiguió un diploma olímpico.

## Trayectoria[2]
- 1985-87: Balonmano Hernani. Jugó la Recopa de Europa (85) y la IHF (86)
- 1987-93: EMT Pegaso
- 1994-98: Sociedad Cultural Recreativa Deportiva Bidebieta
- 1998-04: Bera Bera
- 2005-06: Akaba Bera Bera